# Schlüsselburg (Petershagen)

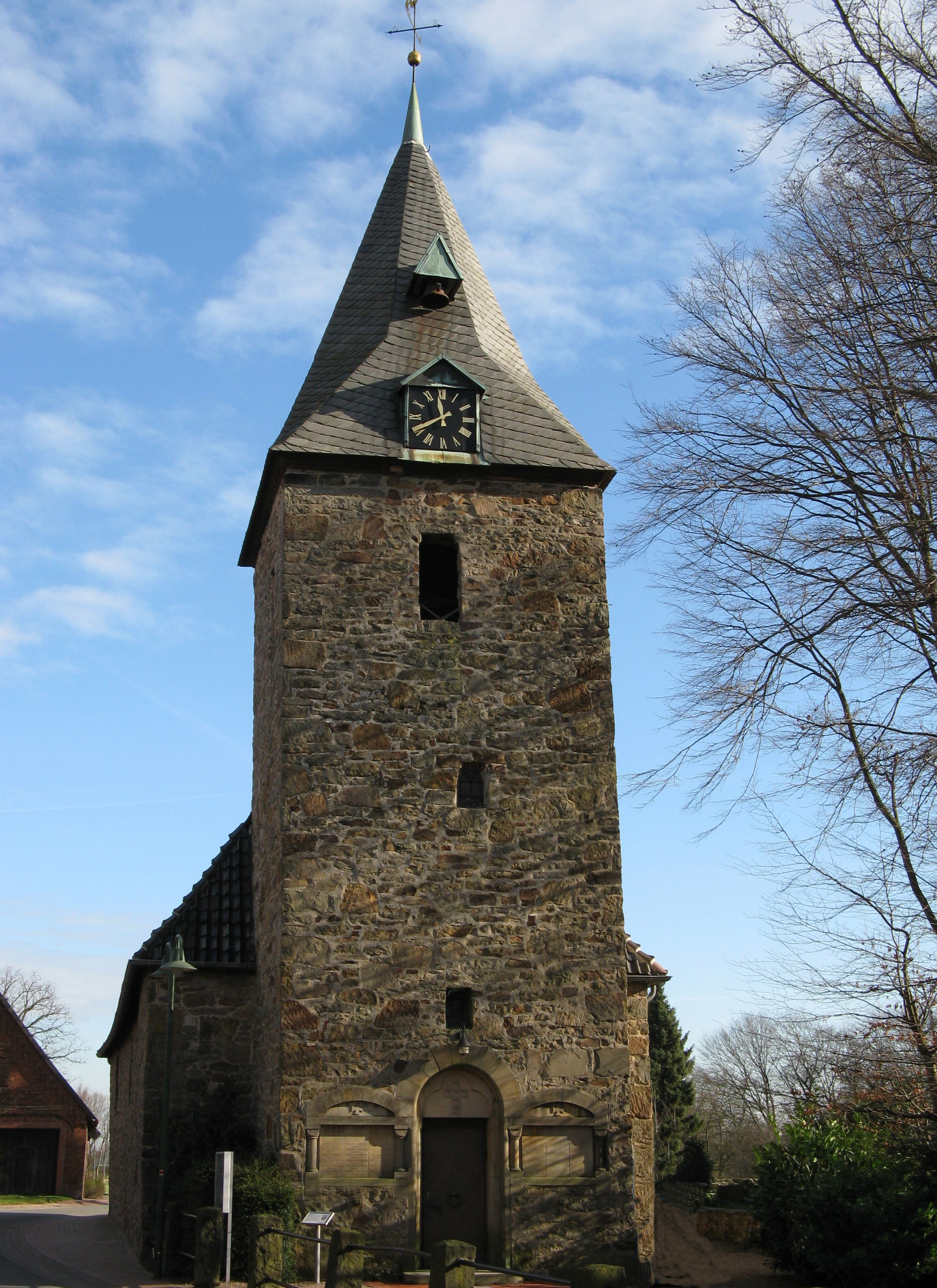
Kirche von Westen her

Schlüsselburg an der Weser ist eine Ortschaft im Weserbogen zwischen Minden und Nienburg, die sich um die Burganlage der Mindener Bischöfe an dieser Stelle entwickelt hat. Sie ist heute ein Ortsteil der Stadt Petershagen.

## Geschichte
Die Stadt Schlüsselburg war bis zur Franzosenzeit Sitz des Amtes Schlüsselburg im Fürstentum Minden. Von 1807 bis 1810 gehörte die Stadt zum Kanton Petershagen des napoleonischen Satellitenstaats Königreich Westphalen. Von 1811 bis 1813 gehörte Schlüsselburg unmittelbar zu Frankreich und war Sitz einer Mairie (Bürgermeisterei) im Arrondissement Minden des Departements der Oberen Ems. Die Stadt fiel 1813 wieder an Preußen und kam 1816 zum neuen Kreis Minden. Im Kreis Minden war Schlüsselburg Sitz des Amtes Schlüsselburg. Dieses Amt wurde 1934 aufgelöst und seitdem gehörte die Stadt zum Amt Windheim. Am 1. Januar 1963 wurde die Gemeinde Wasserstraße mit damals 10,48 km² ausgegliedert. Bevor die Stadt bei der kommunalen Neugliederung am 1. Januar 1973 Teil der Stadt Petershagen wurde, hatte sie eine Fläche von rund 7,03 km² sowie 648 Einwohnern (31. Dezember 1972).

### Schlüsselburg
Die Schlüsselburg und in der Folge damit auch die Ackerbürgerstadt entstanden aufgrund heftiger Grenzstreitigkeiten zwischen den Grafen von Hoya und dem Bischof von Minden. Im Jahr 1335 errichtete Bischof Ludwig von Braunschweig-Lüneburg auf einer Weserinsel die Schlüsselburg und im Gegenzug sicherten die Grafen von Hoya ihr Territorium durch das „Feste Haus“ in Stolzenau. In unmittelbarer Nähe der Burg, der „Vorburg“, siedelten sich die Burgmannen an. Der eigentliche Ort wurde in der zweiten Hälfte des 14. Jahrhunderts planmäßig angelegt und ist in seinem Grundriss mit den drei parallelen Straßen und der engen, städtischen Bebauung weitgehend erhalten geblieben. Schon im Jahr 1400 erhielt der Ort ein begrenztes Stadtrecht. Dieses Recht umfasste neben der freien Wahl eines Bürgermeisters und Rates und eines Richters auch das Privileg, Märkte abzuhalten. Bis zum Beginn des Dreißigjährigen Krieges entwickelte sich Schlüsselburg zu einer Kleinstadt, die ihren bescheidenen „Wohlstand“ hauptsächlich auf Ackerbau begründete.
Mit dem Dreißigjährigen Krieg, den Plünderungen und den im Zeitraum von 1617 bis 1711 fünf verheerenden Brandkatastrophen verarmte der Ort zusehends. Die Chronik berichtet, dass die erste große Feuersbrunst im Jahr 1617 den Ort bis auf die Kirche, die Burg und ein Bürger- und Backhaus vollständig in Asche legte. An diese Katastrophe erinnert noch heute der Brandgedächtnistag, der jährlich am 4. September mit einem Gottesdienst begangen wird.

### Scheunenviertel

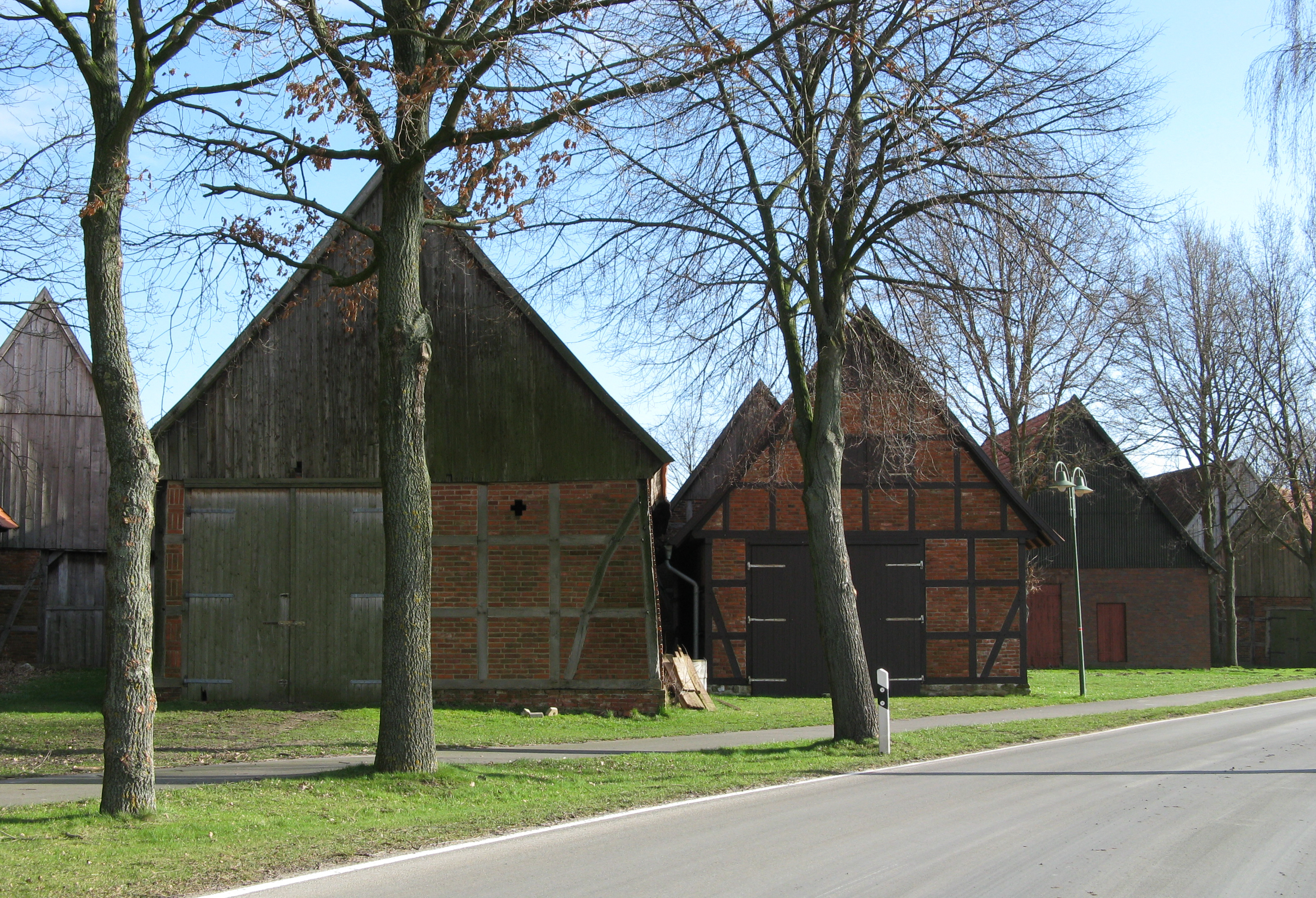
Scheunenviertel

Schon zu Beginn des 17. Jahrhunderts lassen sich Scheunen außerhalb des eigentlichen Stadtgebietes auf der Humke nachweisen. Der Platzmangel (bedingt durch die enge Bebauung des Ortes) und die immer wiederkehrenden Hochwasser der Weser und später auch die Brandkatastrophen haben die Schlüsselburger wohl veranlasst, das Ackergerät, die Erntevorräte und das Saatgut außerhalb der Hofstätte zu lagern.
Beim Schlüsselburger Scheunenviertel handelt es sich um „zweischiffige“ Gebäude, die in ihrer Anlage so ausgerichtet sind, dass jeweils ein „Schiff“ befahrbar war. Das Fachwerk der Gebäude ist vielfach noch aus Eichenholz, die Gefache weisen zum Teil noch ihre ursprüngliche Füllung aus Lehm auf, einige Dacheindeckungen bestehen noch aus Feldbrand-Hohlziegeln.
Vor allem während des 19. Jahrhunderts wurden die Gebäude aufgrund steigender Ernteerträge ständig erweitert und vergrößert. Durch Entfernen der Innenwände wurden einige Scheunen im Laufe der Zeit den neuen wirtschaftlichen Gegebenheiten angepasst.
Das denkmalgeschützte Ensemble verdankt seine Erhaltung der Tatsache, dass die meisten Gebäude noch bis in die jüngste Vergangenheit landwirtschaftlich genutzt wurden und z. T. noch werden. In den 1970er Jahren drohten einige Scheunen zu verfallen. Durch die Unterschutzstellung dieses bäuerlichen Kulturdenkmales von überregionaler Bedeutung und durch die enge Zusammenarbeit der Eigentümer mit der Stadt Petershagen, dem Kreis Minden-Lübbecke, dem Landesamt für Denkmalpflege und dem Amt für Agrarordnung konnte dieser Verfall verhindert werden. In den vergangenen Jahren wurde eine Restaurierungsphase eingeleitet, die nahezu abgeschlossen ist.
Noch 25 Scheunen sind in ihrer ursprünglichen Konstruktion des Zweiständerfachwerkbaus erhalten. Zusammen mit neun weiteren Scheunenvierteln wird das Schlüsselburger Scheunenviertel auch im Rahmen des Projektes „Regionale Scheunenviertel der Aller-Weser-Hunte-Region“ der Öffentlichkeit vorgestellt.

## Sehenswürdigkeiten

### Bauwerke

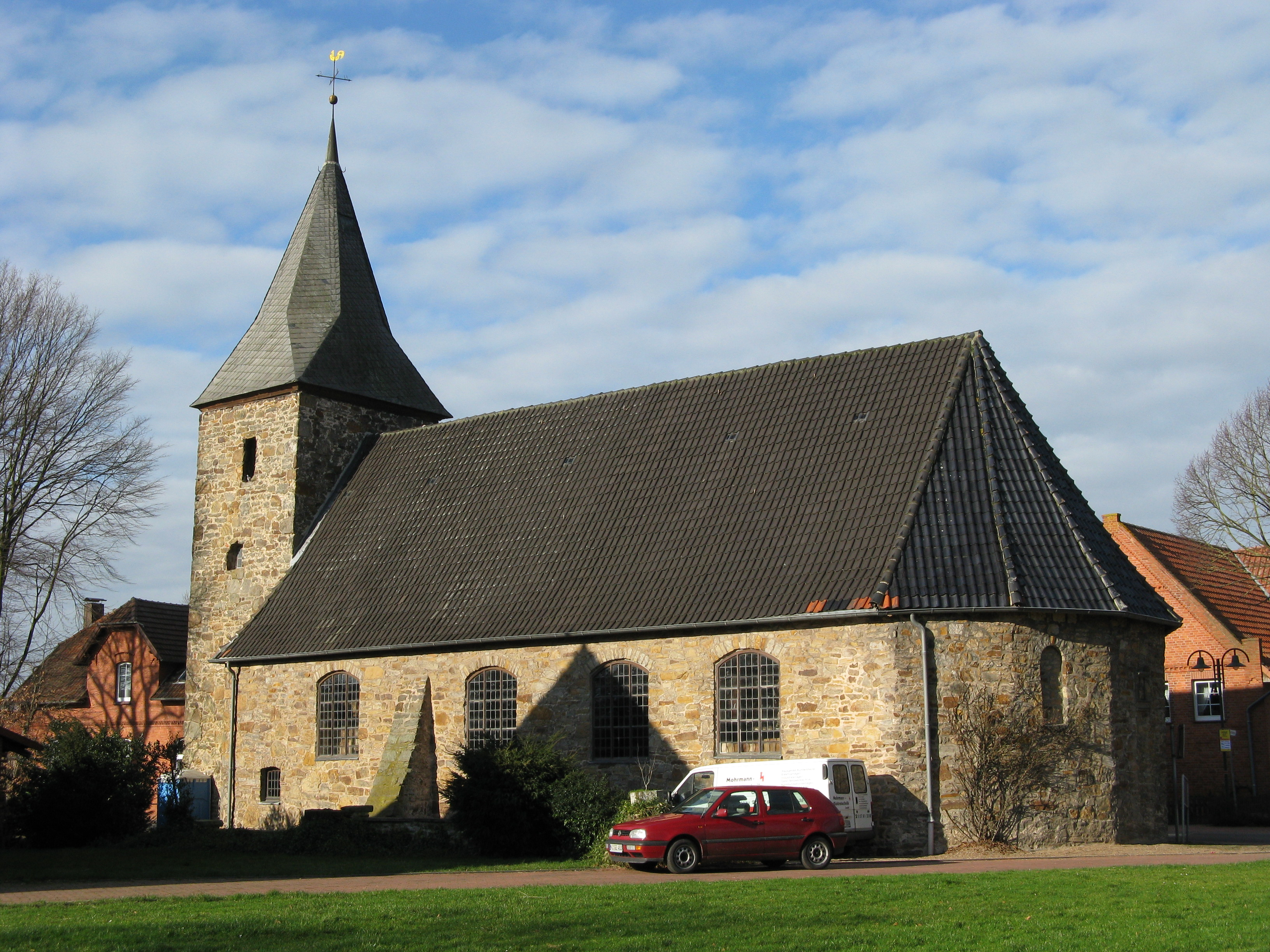
Kirche

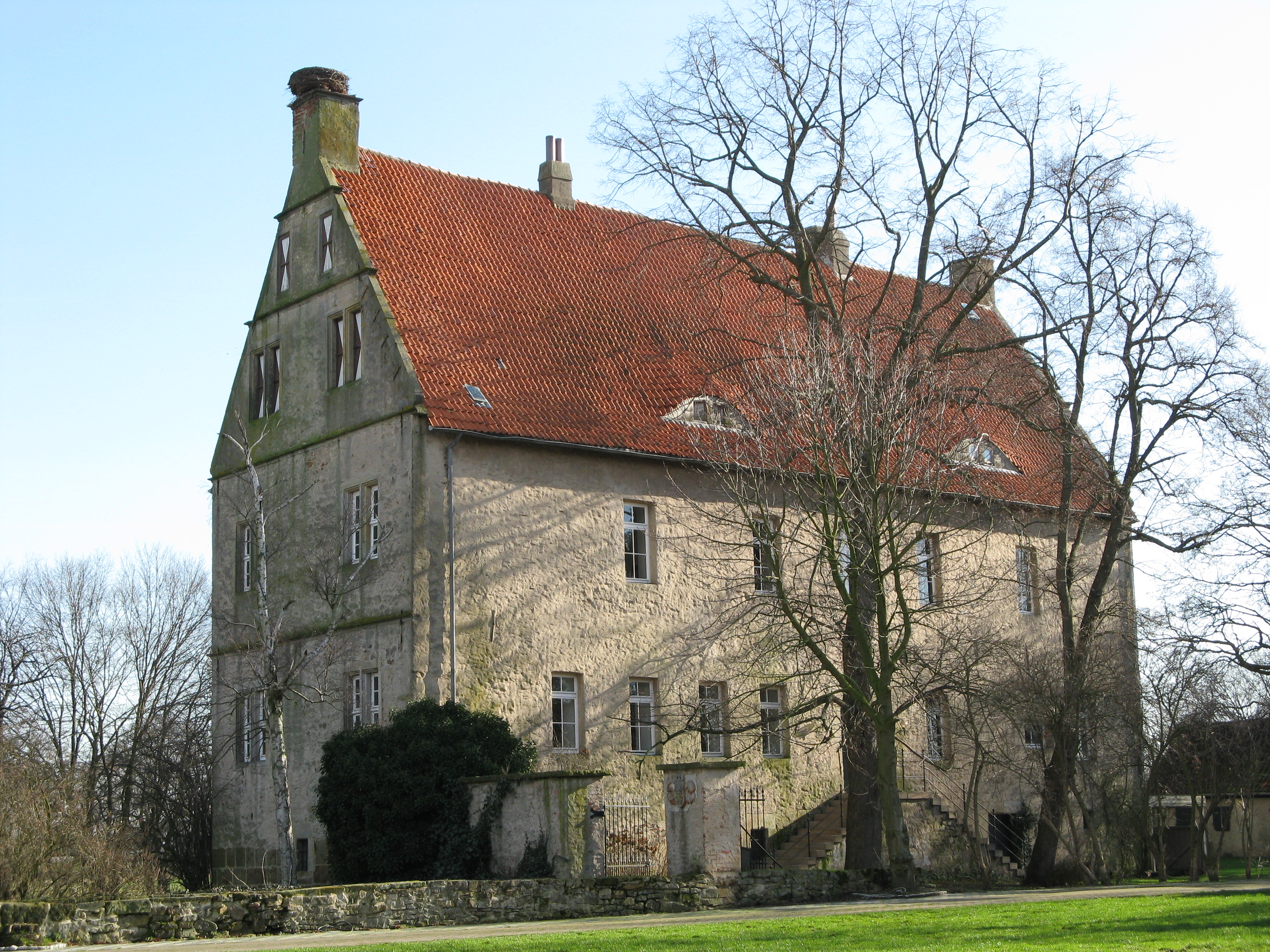
Burg Schlüsselburg

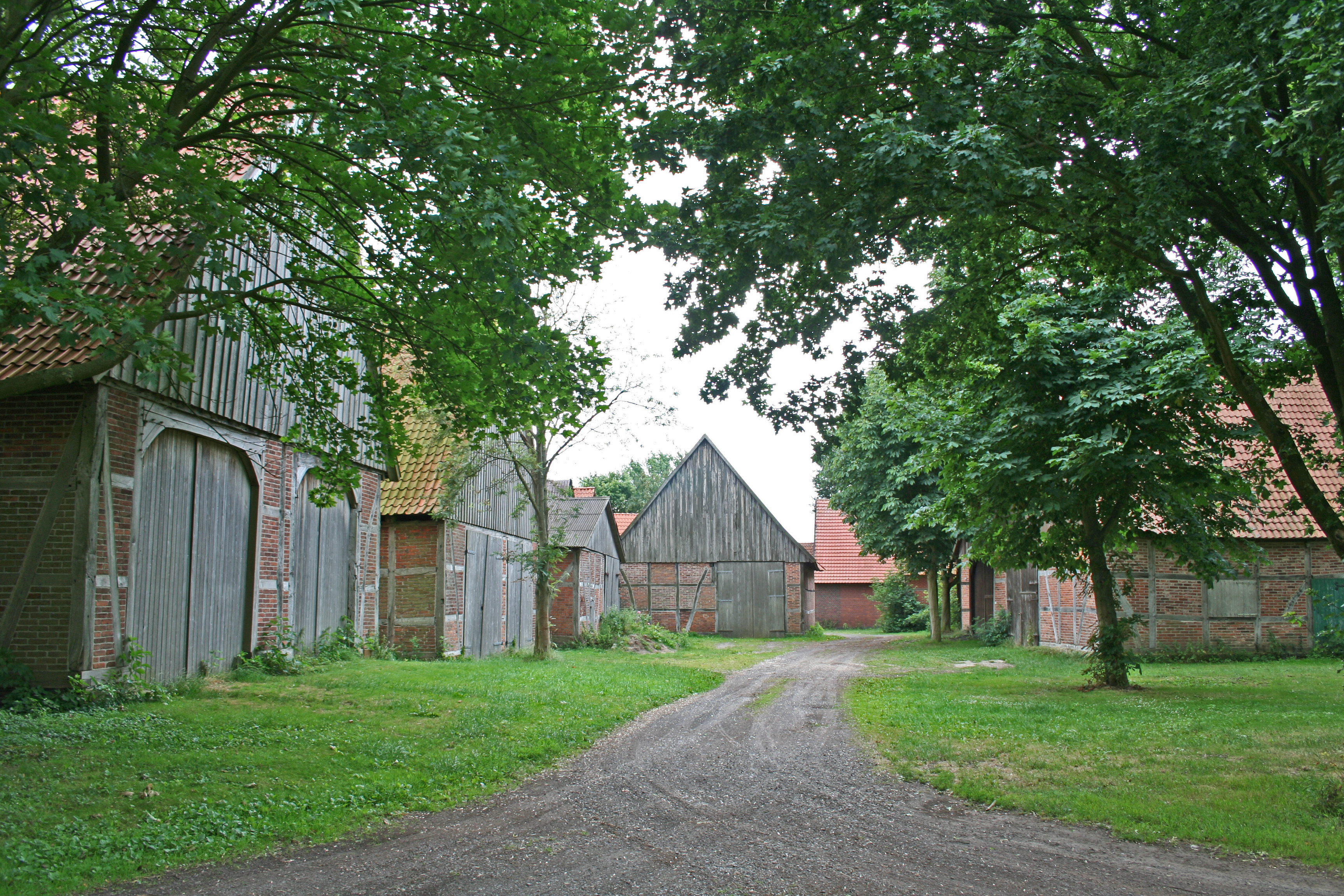
Scheunenviertel

- Die evangelische Pfarrkirche, ein kleiner Saalbau mit polygonalem Schluss und Westturm, wurde 1585 vom Drosten Ludolf von Klencke und vom Rat des Fleckens Schlüsselburg errichtet. 1864 wurde der Turm erhöht. Das Innere überdeckt eine gewölbte Holzdecke. Zur Ausstattung gehören ein Flügelaltar von 1627 mit Tafelbildern von Johann Hopffe, ein Taufbecken aus dem Jahr 1587 und ein wohl von dem Bildschnitzer Wolff dem Jüngeren gefertigtes Epitaph für Ludolf von Klencke (1527–88). Die Kanzel wurde 1676 geschaffen. Außerdem befinden sich mehrere Grabplatten aus dem 16. und 17. Jahrhundert in der Kirche.
- Die Friedhofskapelle im Ortsteil Röhden wurde 1659 erbaut. Sie birgt einen Barockaltar von 1661.
- Die Burg Schlüsselburg (Privatbesitz) wurde 1335 von Bischof Ludwig von Minden zum Schutz gegen die Grafen von Hoya errichtet. Das Herrenhaus wurde von 1581 bis 1585 von Ludolf von Klencke völlig neu errichtet. Es ist ein einfacher zweigeschossiger Putzbau mit Dreiecksgiebeln. Auf dem Schornstein über dem Nordgiebel befindet sich seit vielen Jahrzehnten (spätestens seit 1935) ein Storchennest.
- Der Ortskern wird noch zum Teil von Fachwerkbauten geprägt, die ausnahmslos aus der Phase des Wiederaufbaus nach den großen Bränden von 1617 und 1711 stammen. Viele wurden jedoch in jüngerer Zeit umgebaut, durch nicht immer glückliche Modernisierungen stark verändert, oder gar abgebrochen. Nicht selten wurden die Fachwerk-Außenwände durch Backstein ersetzt. Das älteste erhaltene Haus, Hohe Straße 24, stammt von 1618. Sein Torbalken ist mit Fächerrosetten verziert. Das 1686 entstandene Haus Vorburg 7 ist mit einer Auslucht versehen.
- Außerhalb des Ortskerns befindet sich das so genannte Scheunenviertel, eine Ansammlung von 26 Fachwerkscheunen, die vorwiegend aus dem 18. und 19. Jahrhundert stammen. Das älteste Scheunengebäude ist Nr. 43 (Blaas). Es stammt im Kern wohl noch aus dem 16. Jahrhundert und wurde im 18. und 19. Jahrhundert umgebaut.

### Weitere Sehenswürdigkeiten

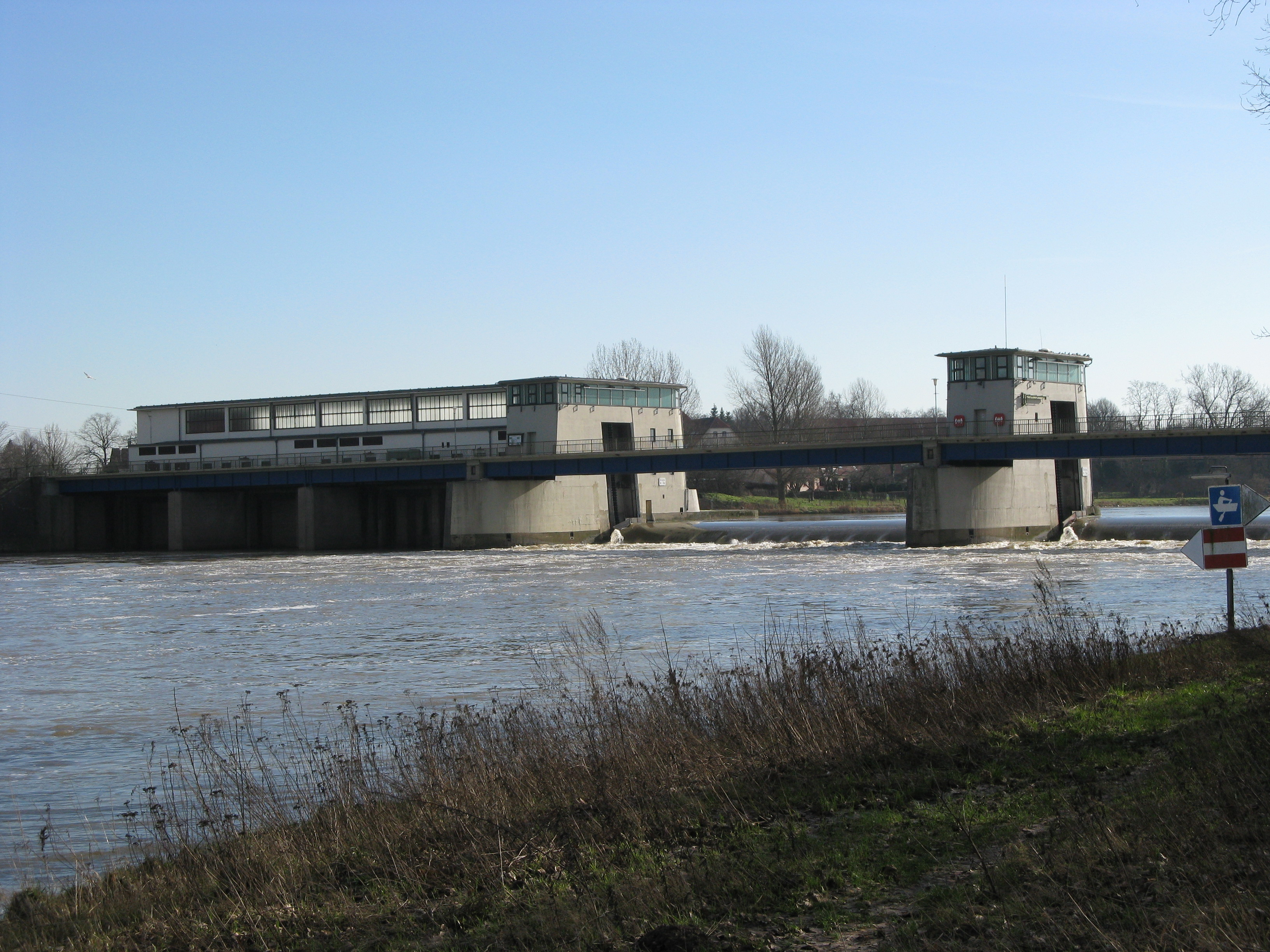
Staustufe Schlüsselburg

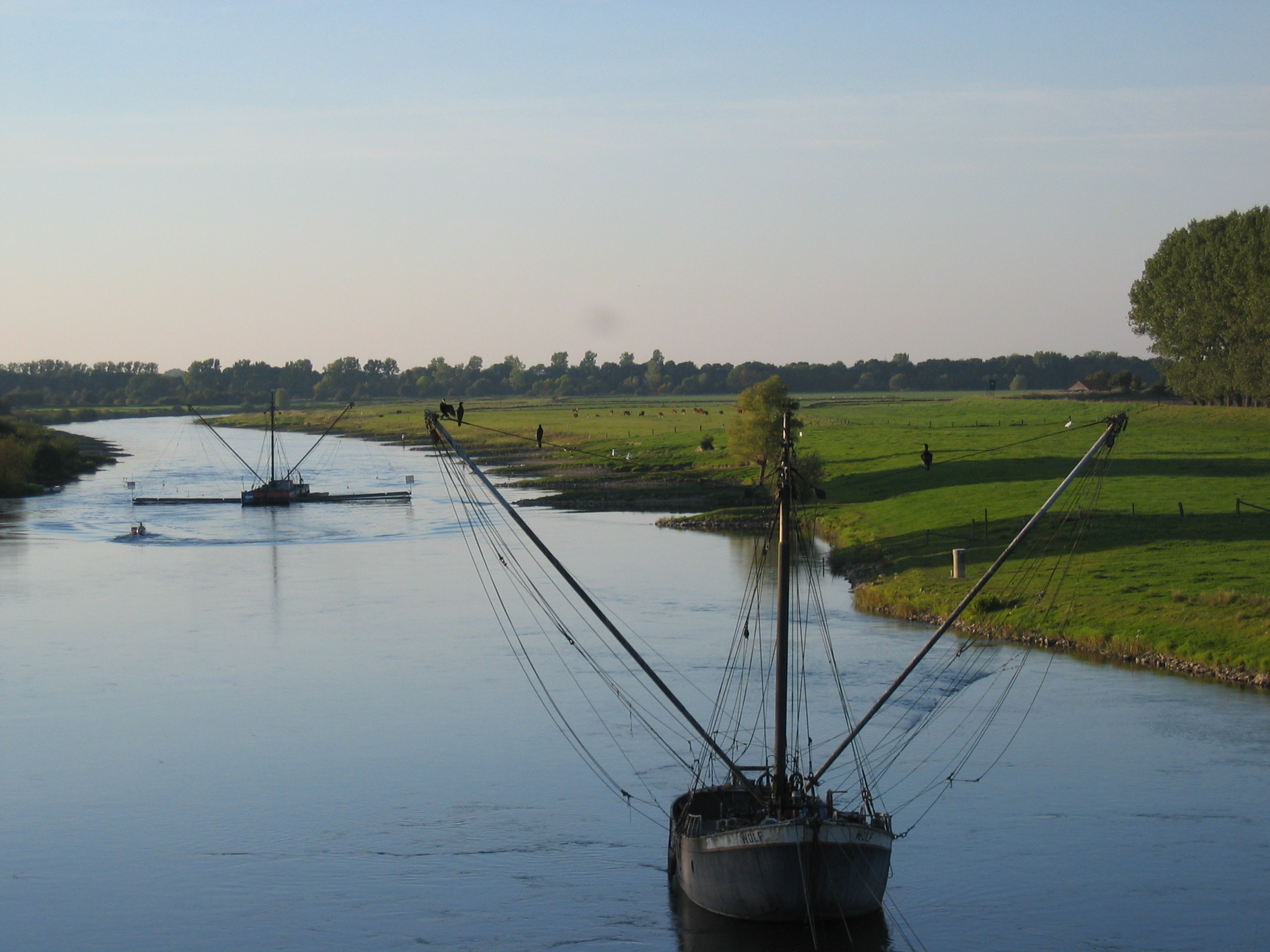
Aalfänger

- Naturschutzgebiet „Großer Weserbogen – Staustufe Schlüsselburg“ ist von internationaler Bedeutung; Aussichtsturm im Südwesten vor dem Weserdeich und Wasserkraftwerk
- Aalfänger: Flussfischer unterhalb der Staustufe auf der Weser
- Radwanderweg: Der Weserradweg von Hann. Münden nach Bremerhaven sowie die Mühlenroute führen durch Schlüsselburg.

## Kultur
Hervorgegangen durch die für ein Dorf untypische enge Bebauung mit ihrem denkmalgeschützten Fachwerkhausensemble haben sich enge nachbarschaftliche Bindungen entwickelt, die sich heute u. a. in einem vielfältigen und regen Vereinsleben widerspiegeln. Hier gibt es jeweils einen Angel-, Männergesang- (von 1858), Segel- und Sportverein, die in der „Kulturgemeinschaft Schlüsselburg“ zusammenarbeiten. Hierzu gehören noch die Löschgruppe der Freiwilligen Feuerwehr und ihr Musikzug, der Landwirtschaftliche Ortsverein, die Jagdgenossenschaft, die „Oldtimer Traktorenfreunde Mittelweser“, die Kirchengemeinde mit ihrem Posaunenchor, der Seniorenclub und die Diakonie Minden mit ihrer Alten- und Behindertenwohnstätte „Menzestift Schlüsselburg“.
2008 wurde der neu gegründete Verein „Dat Schünenviertel“ Mitglied der Kulturgemeinschaft. Seit September 1997 gibt es ein Mitteilungsblatt der Kulturgemeinschaft, den „Schlüsselburger Info“, mit monatlicher Erscheinungsweise.

## Bezug zu Schlüsselburg in Russland
In Russland gibt es einen gleichnamigen Ort (Schlüsselburg/Шлиссельбург). Dieser liegt in der Nähe von St. Petersburg an dem Fluss Newa.
Zum Gedenken an die Kämpfe im Zweiten Weltkrieg ist am hiesigen Kriegerdenkmal ein Schild mit folgender Inschrift angebracht worden:
SCHLÜSSELBURG A / NEVA UND DER

GLEICHNAMIGE ORT A / WESER

MÖGEN DIE BRÜCKE SCHLAGEN ZUR

VÖLKERVERSTÄNDIGUNG UND FÜR DEN FRIEDEN.

UND DAS GEDENKEN AN DIE GEFALLENEN

BEIDER VÖLKER EHREN DIE IHR LEBEN

LIESSEN BEIM STURM DES

INF REGTS 424 UNTER OBERST HARRY HOPPE

AUF DIE NEVA - STADT AM 8.9.1942

## Verkehr
Der Bahnhof Schlüsselburg (Weser) liegt an der Bahnstrecke Nienburg–Minden. Er wird nicht mehr bedient, die Züge fahren ohne Halt durch.

## Persönlichkeiten
- Heinrich Wilhelm Goeker (1803–1886), Wasserbauingenieur und preußischer Baubeamter